# Mikrópoli
Mikrópoli, en  : Μικρόπολη, est un village du dème de Prosotsáni, district régional de Dráma, en Macédoine-Orientale-et-Thrace, Grèce.
Selon le recensement de 2021, la population du village compte 618 habitants.